# Russell T Davies

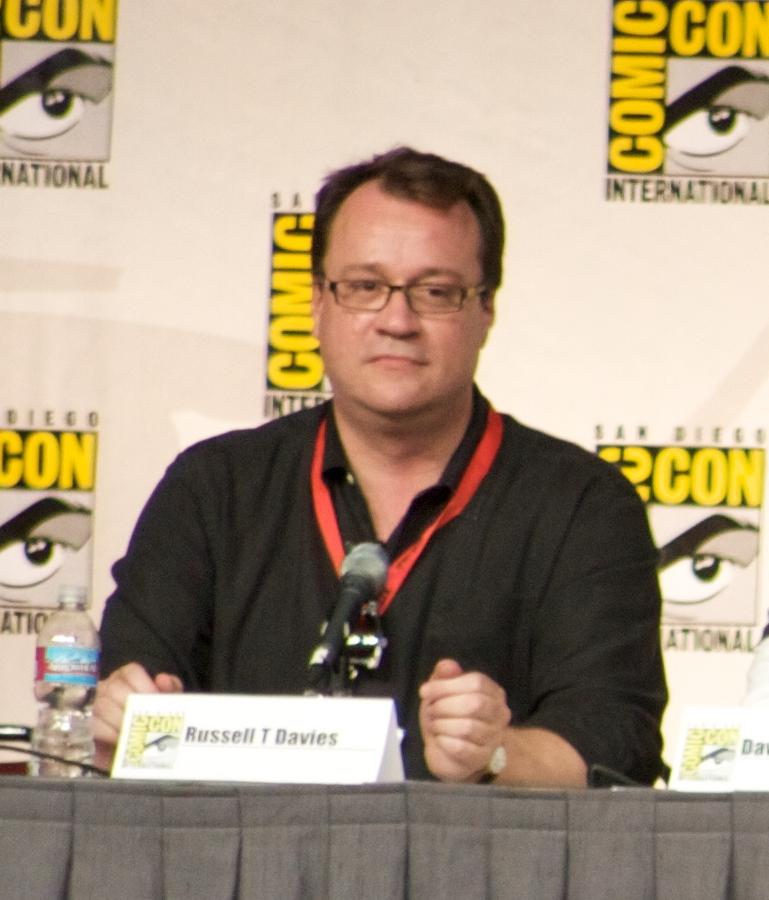
Davies auf der Comic-Con, Juli 2009

Stephen Russell Davies, OBE (* 27. April 1963 in Swansea, Wales), besser bekannt unter seinem Künstlernamen Russell T Davies, ist ein britischer Fernsehproduzent und Drehbuchautor. Seine bekanntesten Produktionen sind die Serien Queer as Folk, Doctor Who (2005–2010, seit 2022) und dessen Ablegerserie Torchwood.

## Karriere

### Kindheit und Ausbildung
Davies’ Eltern waren beide Lehrer. Er sah schon immer viel Fernsehen, las Comichefte und zeigte bereits in jungen Jahren Interesse an darstellenden Künsten. Seine früheste Kindheitserinnerung datiert er auf die Ausstrahlung der Doctor-Who-Episode „The Tenth Planet“ (1966), worin er seine Vorliebe für Science-Fiction begründet sieht. Lange Zeit wollte er Zeichner werden, bis er im Alter von 20 Jahren erkannte, dass er das professionelle Schreiben lieber mochte als das Malen. Er zeichnete weiterhin nur als Hobby, bis er 2017 zustimmte, einen Gedichtband von James Goss zu illustrieren.
1984 erwarb Davies einen Abschluss in Englischer Literatur am Worcester College an der Universität von Oxford und belegte danach einen einjährigen Kurs für Theaterstudien in Cardiff. Davies begann dann beim Fernsehsender BBC als Produktionsassistent, bevor er Ende der 1980er Jahre einen BBC-Kurs für Regisseure besuchte. Um sich von dem britischen Radiomoderator Russell Davies zu unterscheiden, ergänzte er seinen Namen um ein „T“ in der Mitte.

### Anfänge und Durchbruch mit QAF
Bei der Kinderfernseh-Abteilung von BBC Manchester produzierte er von 1988 bis 1992 die Sendung Why Don’t You?. Davies’ Durchbruch als Drehbuchautor war 1991 die sechsteilige Science-Fiction-Serie Dark Season, die für ein Kinderpublikum geschrieben war und in der Kate Winslet ihre erste Hauptrolle spielte. Danach folgte die Serie Century Falls (1993), die sich an eine etwas ältere Zielgruppe richtete. Für eine von ihm verfasste Episode des Jugend-Krankenhausdramas Children’s Ward erhielt er 1996 einen Children’s BAFTA Award. Schrittweise bewegte er sich vom Kinder- und Jugendfernsehen zu Programmen, die sich an Erwachsene richten und schrieb und produzierte unter anderem Episoden für die langlebige britische Seifenoper Coronation Street.
Das Schwulendrama Queer as Folk (1999–2000) gehört weiterhin zu Davies wichtigsten Werken. Die von ihm geschriebene und produzierte Serie über schwule Männer in Manchester ist eine der Sendungen im britischen Fernsehen, die am meisten Beschwerden von Zuschauern hervorrief. Kritisiert wurde vor allem die Darstellung der Verführung eines 15-Jährigen, die expliziten Sexszenen, der Drogenmissbrauch und die Stereotypisierung von Schwulen. Gelobt wurde die Serie für ihre komplexen Charaktere, ihre Frische, Energie und angstlose Offenheit. Die Serie fand gleichermaßen Anklang bei homo- wie auch heterosexuellen Zuschauern. Der Erfolg der Ursprungsserie mündete in ein gleichnamiges nordamerikanisches Remake, welches ebenfalls ein großes Publikum anziehen konnte und auch in Deutschland erfolgreich war, von Kritikern jedoch als deutlich unter dem qualitativen Niveau und der Aussagekraft des britischen Originals betrachtet wird. Zu Davies’ weiteren Produktionen zählen die Liebeskomödie Bob and Rose (2001), in der sich ein schwuler Mann in eine Frau verliebt. 2003 schrieb und produzierte Davies die Serie The Second Coming, in der der von Christopher Eccleston gespielte Hauptcharakter behauptet, der Sohn Gottes zu sein. 2005 folgte den BBC-Fernsehdreiteiler Casanova, deren Hauptrolle Peter O’Toole und David Tennant spielen. Sowohl auf Eccleston als auch auf Tennant ging Davies erneut zu, als er geeignete Hauptdarsteller für Doctor Who brauchte.

### Doctor Who

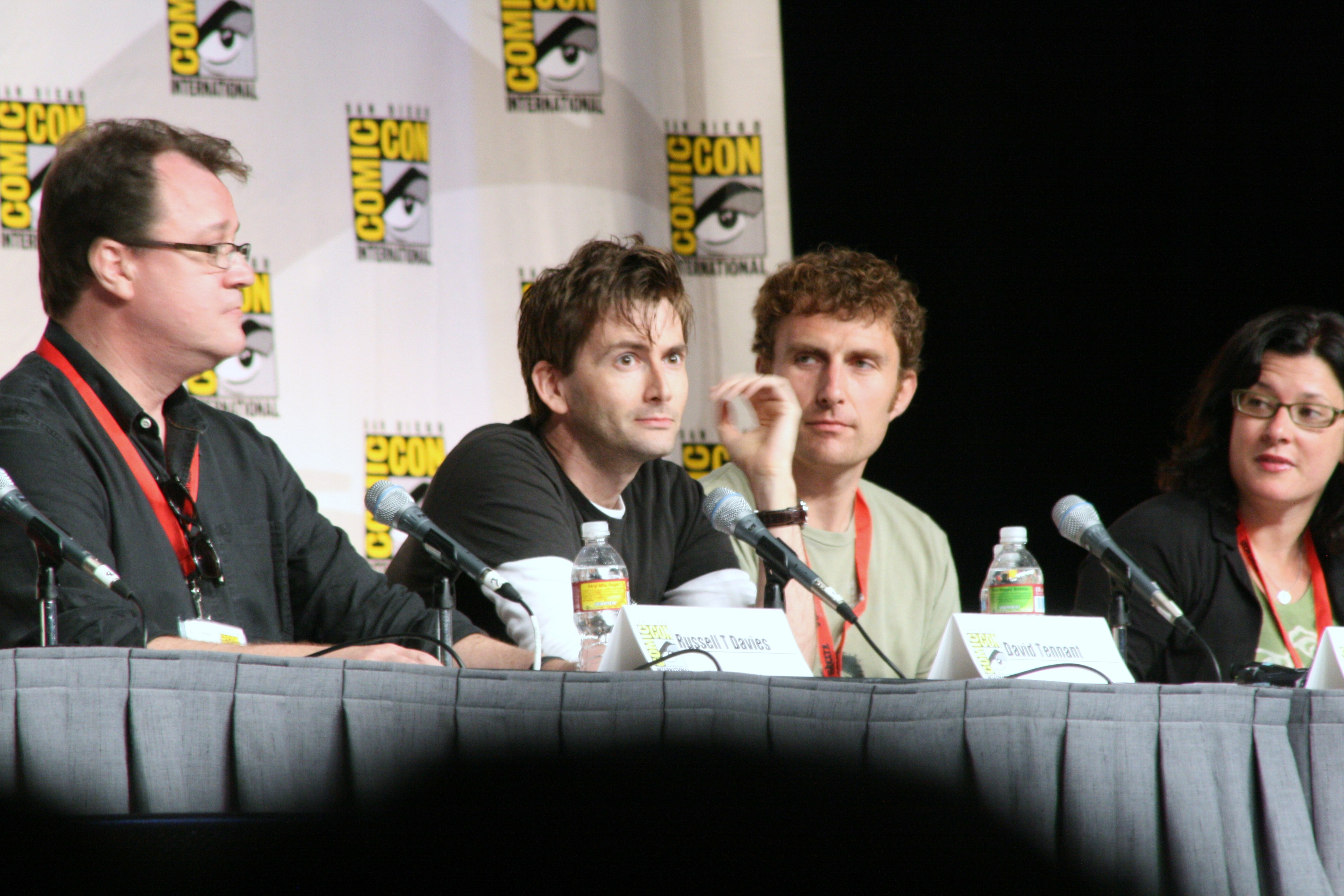
Davies beim Doctor Who Panel der SDCC mit Hauptdarsteller David Tennant, Regisseur Euros Lyn und Produktionsleiterin Julie Gardner, 2009

Am bekanntesten ist Davies heute für die erfolgreiche Rückkehr der britischen Kult-Science-Fiction Serie Doctor Who, die ursprünglich von 1963 bis 1989 lief. Unter Davies’ Leitung von 2005 bis 2009 als Showrunner, geschäftsführender Produzent und Drehbuchautor wurde die Serie ein kommerzieller Erfolg und von Kritikern gelobt. Als lebenslanger Fan von Doctor Who gelang es ihm, die Sendung in einer Weise neu aufzulegen, die Fans der alten Folgen zufriedenstellte und gleichzeitig das Interesse einer neuen Generation wecken konnte. Davies wird zugeschrieben, durch Doctor Who das britische Familien-Samstagabendprogramm gerettet zu haben. Für die Bewältigung seines neuen Großprojektes umgab sich Davies mit vielen vertrauten Gesichtern, seine überwiegend walisische Crew besteht zu einem großen Teil aus erfahrenen Veteranen der Filmindustrie, mit denen er bereits zuvor zusammengearbeitet hatte. Julie Gardner, ebenfalls Exec Producer und zu diesem Zeitpunkt außerdem Abteilungsleiterin der BBC Wales, hatte bereits Casanova produziert, einen BBC-Dreiteiler, für den Davies das Drehbuch beisteuerte. Dem Doctor-Who-Produzenten Phil Collinson hatte der befreundete Davies bereits in den 1990er-Jahren eine Rolle in Queer as Folk auf den Leib geschrieben. Queer as Folk hatte ihn außerdem mit Filmkomponist Murray Gold zusammengeführt, den er in der Folge immer wieder an Bord seiner Projekte holte. Sowohl Gold als auch Davies arbeiteten so mit Hauptdarsteller Christopher Eccleston an The Second Coming und mit Hauptdarsteller David Tennant an Casanova; die beiden renommierten Charakterschauspieler übernahmen später nacheinander die Hauptrolle des Doktors.

Subtile Hinweise wie ein solches Wahlplakat streute Davies teils Monate vor dem Beginn des entsprechenden Handlungsstranges in die Serie und ihre Ableger ein.

Davies’ Spezialität liegt neben der unmittelbaren Abfolge von komischen und tragischen Momenten insbesondere auf dem subtilen Ausbau gigantischer übergeordneter Handlungsstränge, indem er wiederkehrende Geschichten und Nebenfiguren zum Teil über Jahre hinweg schrittweise entwickelt und miteinander verknüpft. Selbst inhaltlich völlig unabhängige Episoden enthalten meist Anspielungen auf vergangene oder Ankündigungen für zukünftige Ereignisse. So enthielt beispielsweise die gesamte dritte Who-Staffel und mehrere parallel ausgestrahlte Torchwood-Episoden scheinbar nebensächliche Plakate und Anzeigen für eine anstehende Wahl des nächsten Premierministers, der kaum weitere Beachtung geschenkt wurde, bis sich im finalen Dreiteiler der frisch gewählte Harold Saxon als Inkarnation des Masters (wiederkehrender Antagonist seit 1971) herausstellte, der sechs Monate lang die britische Gesellschaft infiltriert und für seine Zwecke manipuliert hatte. In der vierten Staffel wird unzählige Male beiläufig oder scherzhaft das Verschwinden der Bienenvölker seit 1990 erwähnt. Zusammen mit anderen scheinbar beiläufigen Bemerkungen ist diese Feststellung schließlich ein entscheidender Schlüssel zum Fund der Gestohlenen Erde im finalen Zweiteiler der Staffel. Ein weiteres und besonders populäres Beispiel war die Figur des Face of Boe / Captain Jack Harkness. Das Gesicht von Boe wurde bereits in der zweiten Folge der ersten Staffel als Nebenfigur eingeführt und kam in jeder weiteren Staffel von Davies mindestens einmal vor. Captain Jack Harkness wurde am Ende der ersten Staffel als zeitweiser Begleiter des neunten Doktors (Chris Eccleston) eingeführt, kehrte in der dritten und vierten Staffel zu David Tennants zehntem Doktor zurück und erhielt in der Zwischenzeit seine eigene Serie, Torchwood. Nachdem also beide Figuren schon über drei Jahre hinweg fest etabliert waren, führte Davies die bereits vielfach verwobenen Handlungsstränge im Staffelfinale 2007 überraschend zusammen und deutete an, es handele sich bei den beiden um die gleiche Figur. Mit dieser Entwicklung gab er einer ganzen Reihe seiner scheinbar nur lose verbundenen Handlungsstränge rückwirkend einen bedeutungsvollen Zusammenhang. Wie lange im Voraus Davies diesen Zusammenhang erdacht und aktiv vorbereitet hatte, legte er bislang nicht offen.
Die Serie erhielt 2005 bei den BAFTA Awards die Auszeichnung als „Best Drama“, den Pioneer Audience Award und Davies selbst den Dennis Potter Award für „Outstanding Writing for Television“. Die von ihm und Phil Ford verfasste überlange Episode „The Waters of Mars“, das vorletzte von Davies’ geschriebene Abenteuer des Doktors, wurde mit einem Hugo Award der Kategorie „Best Dramatic Presentation, Short Form“ ausgezeichnet. Im November 2008 wurde Russell T Davies für seine Leistungen im Bereich Drama zum Officer des Order of the British Empire (OBE) ernannt. 2009 und 2010 erhielt er den British Fantasy Award für Doctor Who als beste Fernsehproduktion.
2006 entwickelte Davies im Auftrag der BBC The Sarah Jane Adventures und Torchwood als Ablegerserien von Doctor Who. Während sich The Sarah Jane Adventures an ein noch jüngeres Kinderpublikum richtet, ist Torchwood als „Doctor Who für Erwachsene“ konzipiert. Die beiden Ableger blieben den Regeln, Ereignissen und Charakteren des Whoniverse derart treu und eng verbunden, dass eine Vielzahl von Handlungsüberschneidungen problemlos möglich wurden. Der Doctor-Who-Zweiteiler „Die gestohlene Erde“ / „Das Ende der Reise“ zum Ende der vierten Staffel führte so beispielsweise die Handlungsorte und Hauptfiguren aller drei Serien zusammen. Handlungsorte waren abwechselnd der Torchwood-Hub, der UNIT-Standort in New York, Sarah Janes Haus in London und die TARDIS (alle Drehorte wie gewohnt in Cardiff).
Ende 2009 beendete Davies seine Arbeit an Doctor Who, um sich anderen Projekten zu widmen. Als neuen Showrunner wählte er den britischen Drehbuchautor Steven Moffat aus, der in den Jahren zuvor bereits eine Reihe einzelner Doctor-Who-Episoden für Davies geschrieben hatte. Davies produzierte in der Folgezeit weiterhin die Serien The Sarah Jane Adventures und Torchwood und zog 2010 nach Los Angeles, um die vierte Torchwood-Staffel als Co-Produktion der BBC und des US-amerikanischen Senders Starz zu begleiten. Nach dem Tod der Hauptdarstellerin Elisabeth Sladen (1946–2011) wurde The Sarah Jane Adventures nach fünf Staffeln im Frühjahr 2011 eingestellt. Davies und Phil Ford entwickelten daraufhin die Kinderserie Wizards vs Aliens für den gleichen Sendeplatz und mit einem Großteil des Produktionsteams der Sarah Jane Adventures. Die Ausstrahlung von Wizards vs Aliens startete im Herbst 2012 auf CBBC.
2013 hatte Davies einen Gastauftritt im halbstündigen Kurzfilm The Five(ish) Doctors Reboot von Peter Davison und dessen Tochter Georgia Tennant. Ex-Showrunner Davies, sein Nachfolger Steven Moffat, Peter Davison (5. Doktor), Colin Baker (6. Doktor), Sylvester McCoy (7. Doktor), Paul McGann (8. Doktor), Georgia (Jenny) und David Tennant (10. Doktor), John Barrowman (Captain Jack Harkness), Jenna Coleman (Clara Oswald), Matt Smith (11. Doktor), Olivia Colman und andere aktuelle und ehemalige Cast- und Crewmitglieder von Doctor Who spielten darin parodistisch verzerrte Versionen ihrer selbst. Handlungszeitraum ist die Vorbereitung des 50. Jubiläums und der Dreh des 3D-Kinospecials Der Tag des Doktors. In dem Kurzfilm versuchen Davies, Baker, McCoy und McGann verzweifelt, unter Davisons Führung und mit Unterstützung von Barrowman und den Tennants, an eine noch so kleine Rolle in der Filmproduktion zu kommen.
2017 kehrte Davies noch einmal zur Doctor Who Thematik zurück, als er zustimmte, den Gedichtband „Now We Are Six Hundred – A Collection of Time Lord Verse“ von James Goss zu illustrieren, einer Hommage an die Serie. Autor und Produzent James Goss war von 2000 bis 2005 für die offizielle BBC-CultTV-Website von Doctor Who zuständig. Nachdem Davies die Serie wiederbelebte, wechselte Goss zu BBC Wales und verantwortete Auf- und Ausbau der offiziellen Serienhomepage, auch in viele andere Doctor Who bezogene Projekte wie Hörbücher und animierte Spin-offs war er involviert. Davies machte mit der Illustration des Buches sein Zeichenhobby erstmals zum Beruf.

### Folgezeit
Aufgrund einer schweren Krebserkrankung seines Mannes unterbrach Davies seine Autorentätigkeit in den Jahren 2012 und 2013 und hielt den Kontakt nur eingeschränkt über seine Funktion als geschäftsführender Produzent von Wizards vs Aliens.
Nach Smiths vorübergehender Genesung wandte er sich wieder neuen Projekten zu und kreierte 2014 ein neues Serienkonzept für Channel 4, die bereits QAF ausgestrahlt hatten. 2014 und 2015 erschien die dreigeteilte Serie, bestehend aus Cucumber, Banana und zuletzt Tofu. Die ersten beiden waren fiktive Erzählungen, Tofu bezeichnete eine zugehörige faktische Webserie. Mit diesen Projekten tauchte Davies erneut ins Themengebiet der Homosexualität ein, welches ihm mit Queer as Folk 1999 zu Berühmtheit verhalf. Abermals spielen sich sämtliche Handlungsstränge in der Schwulenszene von Manchester ab. Benannt sind die drei Serien nach der Bezeichnung verschiedener Level der männlichen Erektion in einer Forschungsstudie. 2016 schrieb er das Drehbuch zu einer neuen Adaption von William Shakespeares Komödie Ein Sommernachtstraum. A Midsummer Night’s Dream wurde am 30. Mai 2016 zur Hauptsendezeit um 20:30 Uhr auf BBC One erstausgestrahlt.
Es folgten mehrere Miniserien, darunter der gefeierte Fernseh-Dreiteiler A Very English Scandal (2018), der Sechsteiler Years and Years (2019) und der Fünfteiler It’s a Sin (2021), für den Davies bei den Seoul International Drama Awards 2021 die Auszeichnung als Bestes Drehbuch erhielt.

## Privatleben
Davies bezeichnet sich als Atheisten.
Ab 1999 lebte er mit seinem späteren Ehemann, dem Zollbeamten Andrew Smith, zusammen; Davies hatte sich bereits in seiner Studentenzeit als schwul geoutet.
Anfangs wohnte das Paar in Manchester, wo unter anderem auch Queer as Folk gedreht wurde. Während seiner Zeit als Doctor-Who-Showrunner wohnte Davies abwechselnd in Manchester und Cardiff, wo Doctor Who gefilmt wird und die ersten drei Torchwood-Staffeln entstanden. Danach zogen sie nach Los Angeles, wo er die vierte Torchwood-Staffel drehte.
Kurz nach der Ausstrahlung erkrankte Smith so schwer, dass Davies mit ihm nach England zurückkehrte und sich aus dem Filmgeschäft für einige Jahre zurückzog. Nachdem bei Smith ein bösartiger Hirntumor diagnostiziert und ihm eine Heilungswahrscheinlichkeit von nur 3 % prognostiziert wurde, heirateten sie kurzfristig am 1. Dezember 2012 in einer schlichten Zeremonie mit nur vier Gästen. Seit 2012 pflegte Davies seinen Mann zu Hause, sie lebten wieder in Manchester. Ende 2013 nahm Davies seine Arbeit wieder auf. Er bezeichnete ihre Lebensverhältnisse als Glück im Unglück, denn als gut verdienender Autor sei er besser als in vielen anderen Berufsständen dazu in der Lage, ein Familienmitglied zu Hause selbst zu pflegen. Am 29. September 2018 verstarb Andrew Smith an den Folgen seiner Krebserkrankung. In der abschließenden sechsten Folge von Years and Years zollte Davies ihm Tribut und gedachte der über 20 gemeinsamen Jahre.

## Filmografie

### Drehbuchautor
- 1991: Dark Season
- 1997: The Grand
- 1999–2000: Queer as Folk
- 2001: Bob & Rose
- 2003: The Second Coming
- 2004: Mine All Mine
- 2005: Casanova
- 2005–2010, seit 2022: Doctor Who (Showrunner)
- 2006–2011: The Sarah Jane Adventures
- 2006–2011: Torchwood
- 2014: Cucumber
- 2015: Banana
- 2015: Tofu
- 2016: Ein Sommernachtstraum (A Midsummer Night’s Dream)
- 2018: A Very English Scandal
- 2019: Years and Years
- 2021: It’s a Sin
- 2023: Nolly

### Produzent (Künstlerische Leitung)
- 1999–2000: Queer as Folk (Co-Produzent)
- 2001: Bob & Rose (Co-Produzent)
- 2019: Years and Years (Co-Produzent)

### Executive Producer (Geschäftsführung)
(siehe Executive Producer)
- 2003: The Second Coming
- 2004: Mine All Mine
- 2005: Casanova
- 2005–2010, seit 2022: Doctor Who (Showrunner)
- 2006–2011: The Sarah Jane Adventures
- 2006–2011: Torchwood
- 2012–2013: Wizards vs Aliens
- 2014: Cucumber
- 2015: Banana
- 2015: Tofu
- 2018: A Very English Scandal

## Bibliografie
- Russell T Davies, Benjamin Cook: The Writer’s Tale. BBC Books, London 2008, ISBN 1-84607-571-8.
- Russell T Davies, Benjamin Cook: The Writer’s Tale: The Final Chapter. BBC Books, London 2010, ISBN 1-84607-861-X.
- Mark Aldridge, Andy Murray: T is for Television: The Small Screen Adventures of Russell T Davies. Reynolds & Hearn Ltd, London 2008, ISBN 1-905287-84-4.